# 송라중학교 (경기)
송라중학교(松羅中學校)는 대한민국 경기도 남양주시 화도읍 마석우리에 있는 공립 중학교이다.

## 학교 연혁
- 2004년 3월 1일 : 학교 설립 인가(8학급 304명)
- 2004년 3월 1일 : 초대 양태창 교장 취임
- 2005년 3월 1일 : 19학급(특수2 포함) 편성
- 2007년 2월 14일 : 제1회 309명 졸업
- 2023년 1월 4일 : 제17회 302명 졸업(누계 5,533명)
- 2023년 9월 1일 : 제8대 남주옥 교장 부임
- 2024년 3월 4일 : 신입생 297명 입학

## 참고 자료
- 송라중학교 - 한국교육학술정보원 학교알리미